# Голый Король (кинофестиваль)
Кинофестиваль «Голый Король» (англ. Social Film Festival «Naked King», латыш. Sociālais īsmetrāžas kino festivāls «Kailais Karalis») — международный фестиваль социального короткометражного кино, запланированный как ежегодный. Впервые пройдет в Риге, Латвия в мае 2012 года. Одной из главных целей фестиваля является привлечение внимания общественности к социальным проблемам. Среди основных задач кинофестиваля: стимулирование творческого потенциала, популяризация кинематографа в Латвии, а также объединение людей для совместного творчества. Президент фестиваля — латвийская актриса и продюсер Елена Тонова. В настоящий момент анонсировано проведение второго и третьего кинофестиваля в 2013 и 2014 годах соответственно.

## Идея создания
Идея создания фестиваля социального кино пришла Елене Тоновой в 2008 году. Организацию фестиваля поддержало большое количество известных людей кинематографа и шоу-бизнеса, среди которых: Эмир Кустурица, Валерия, Лёва Би-2, Алёна Свиридова, Семён Слепаков, Егор Бероев и многие другие.
На название фестиваля вдохновила сказка Ханса Кристиана Андерсена «Новое платье короля».
По сути, перед детьми, все мы с Вами — и есть те самые «Голые короли»! Перед детьми, мы такие — какие мы есть, несмотря на то, какие посты занимаем, сколько денег имеем или как выглядим. Дети — и есть наши судьи, которые смотрят на нас честно, искренне, ожидая такого же непредвзятого, чистого и светлого отношения. Сказка «Новое платье короля» учит честности, признанию собственных ошибок и искренности. Это обличающая сказка, а каждого взрослого, к сожалению, уже есть в чём разоблачить. Нам всем есть в чём признаться. Именно поэтому международный фестиваль социального короткометражного кино называется «Голый Король».

## Структура фестиваля

### Конкурсная программа
Участвовать в фестивале может любой короткометражный фильм, длительностью от 1 до 20 мин, снятый на определенную заданную тему, сюжет которого, по возможности, максимально полно показывает решение освещаемой проблемы. Тема фестиваля 2012 года — «Дети и Детство». Присланные на конкурс картины отбираются специальной авторитетной комиссией. Всего в кинофестивале определено 12 номинаций:
- Лучший игровой фильм
- Лучший документальный фильм
- Лучший сценарий
- Лучшая режиссёрская работа
- Лучшее анимационное кино
- Лучший актёр
- Лучшая актриса
- Лучшая операторская работа
- Лучшее раскрытие тематики
- Лучшая социальная реклама
- Лучший музыкальный фильм (музыкальный клип)
- Приз зрительских симпатий

### Призы
Главный приз — Гран-при фестиваля вручается вне зависимости от жанра. В каждой номинации отдельно вручается статуэтка «Голый король». Дополнительно к этому, страны проживания победителей включаются в график гастролей кинофестиваля «Путь короля».

### Дополнительные мероприятия
В рамках фестиваля так же запланировано несколько мероприятий:
- конкурс сценариев
- международная выставка фотографий и инсталляций «Мир глазами ребёнка»[9][11]
- танцевальный конкурс
- мероприятия в детских домах и интернатах
- акция «Волшебное письмо»[12]

## Голый король 2012

### Жюри и гости фестиваля
Решение о призёрах кинофестиваля принимает жюри, которые выбирается организаторами фестиваля. Председателем жюри в 2012 году выбран российский актёр — Эммануил Виторган. В состав жюри также вошли:
- Ядвига Новаковска — польский режиссёр-документалист
- Елена Матьякубова — историк, председатель Латвийского общества русской культуры
- Эдгар Пунцулис — продюсер, кинорежиссёр
- Ариэль Резник-Мартов — психотерапевт
- Игорь Куликов — актёр, режиссёр, руководитель театра «ОСА» (Общество Свободных Актёров)

### Участники фестиваля
На фестивале будут показаны более чем 40 картин из 11 стран мира, а также более 200 фотографий из 12 стран мира.